# Острова Фени
Острова Фени (англ. Feni Islands), иногда острова Анир (англ. Anir Islands) — архипелаг в юго-западной части Тихого океана, принадлежащий Папуа — Новой Гвинее. Является частью островной дуги, протянувшейся от вдоль 600 км побережья острова Новая Ирландия. Административно относятся к провинции Новая Ирландия региона Айлендс.

## География

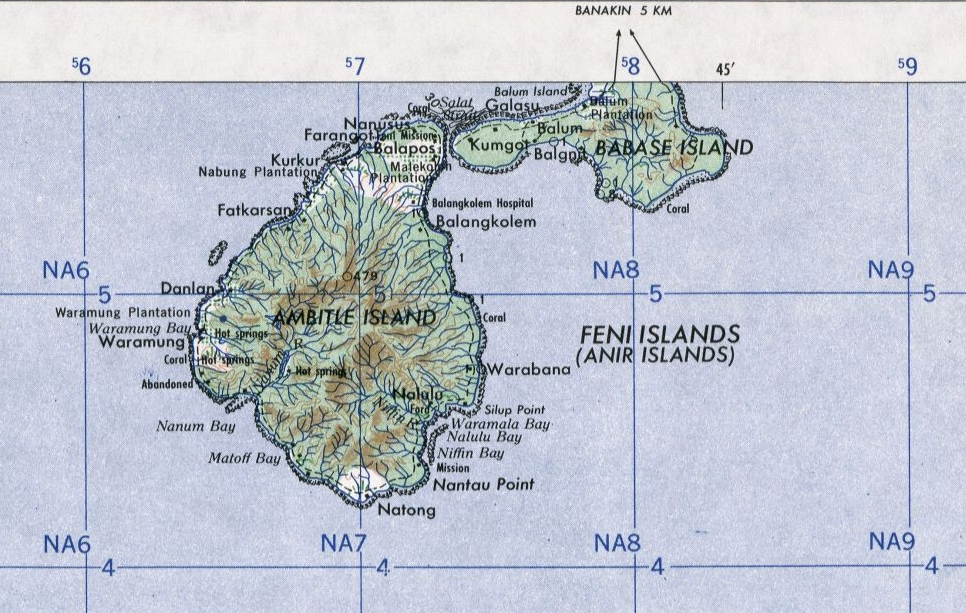
Топографическая карта островов Фени

Архипелаг Фени лежит в 150 км западнее южной части острова Новая Ирландия. Острова являются частью дуги Табар — Лихир — Танга — Фени. Группа состоит из двух небольших островов: Амбайтл (главный остров группы, имеет площадь 87 км² и расположен южнее) и Бабасе (имеет площадь 23 км², расположен севернее). Острова разделены узким проливом Салат (шириной около 100 м).
Острова имеют вулканическое происхождение. Остров Амбайтл представляет собой плейстоцен-плиоценовый стратовулкан с центральной кальдерой диаметром около 3 км. Последнее извержение произошло около 350 г. до н. э. На западном побережье острова имеются геотермальные источники. Остров Бабасе представляет собой раннеплейстоценовый вулкан (возрастом около 1,5 млн лет), сложенный оливиновыми базальтами. Архипелаг имеет очень развитую гидрографическую сеть из небольших рек и ручьев. Большая часть архипелага покрыта влажными тропическими лесами.

## История
Острова Фени, были открыты в 1616 году голландскими путешественниками Якобом Лемером и Виллемом Схаутеном. В 1885 году архипелаг стал частью германских колоний в Океании, а с 1899 года он был административно подчинён Германской Новой Гвинее. В 1914 году острова Фени были заняты австралийскими войсками. А после окончания Первой мировой войны они были переданы под управление Австралии. С 1975 года группа Фени является частью независимого государства Папуа — Новая Гвинея.

## Население
Население островов составляет около 1500—2000 человек по данным компании Vangold Resources Ltd на 2003 год.

## Экономика
Из-за схожести геологического строения с островами Лихир предполагается наличие на островах месторождений золота. Первые геолого-разведывательные мероприятия были проведены в 1998—1999 годах. По данным 2003 года в центральной кальдере острова Амбайтл содержание золота в породах составляет 2,36 — 86 г/т.